# Puente del Waldschlößchen

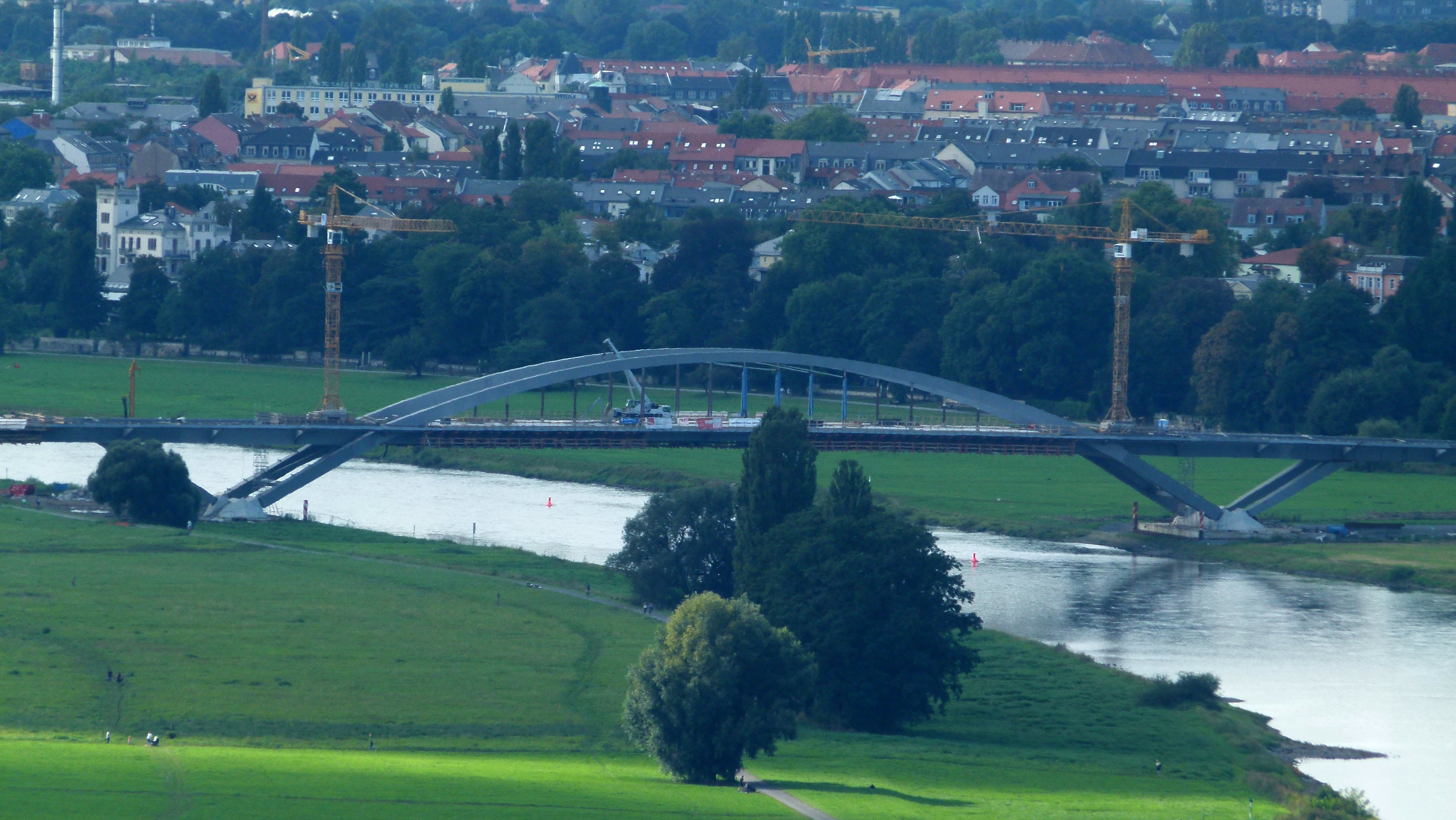
El puente en septiembre de 2011

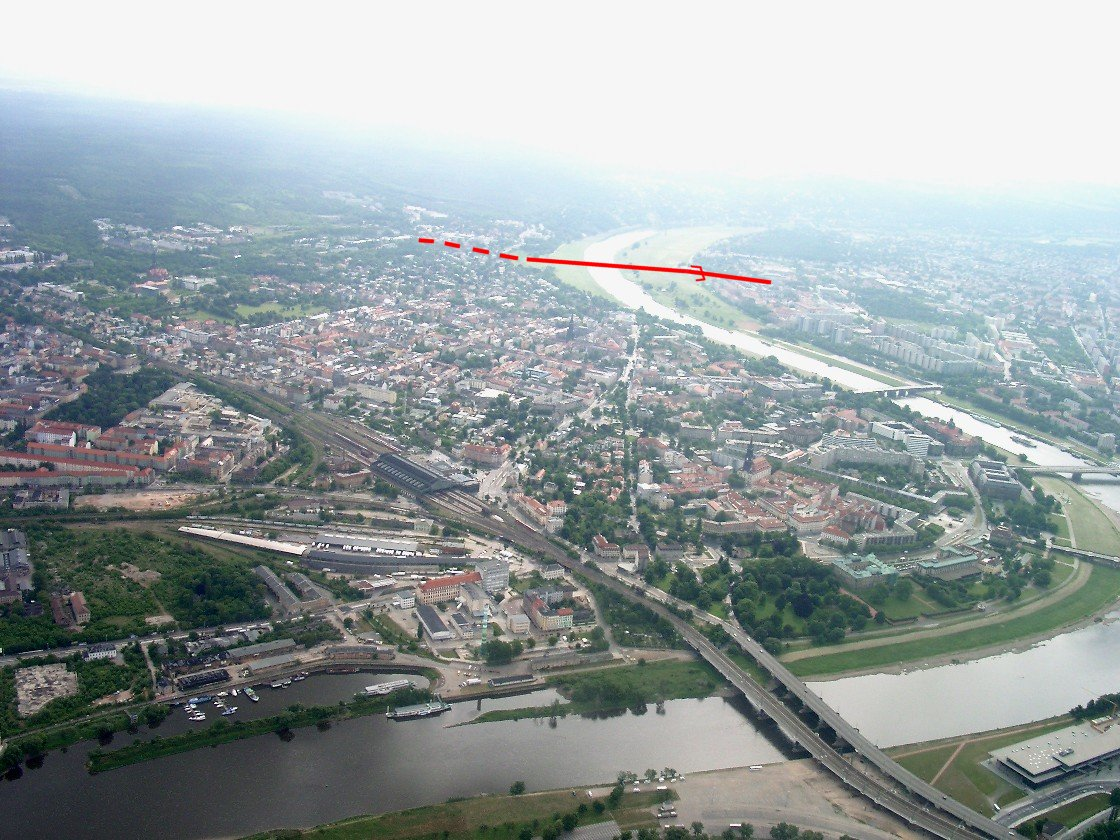
Ubicación del puente.

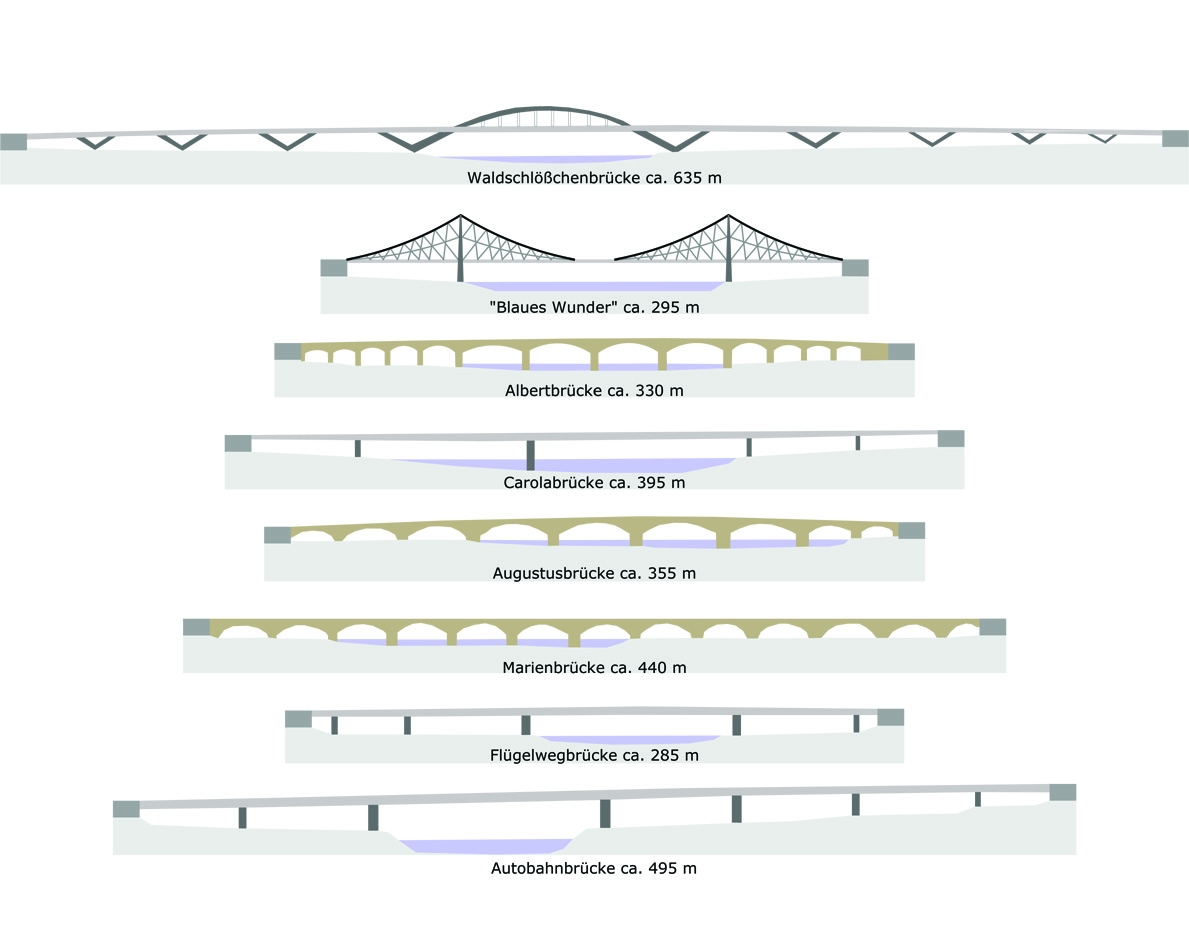
El puente de Waldschlößchen comparado con otros puentes de Dresde.

El puente del Waldschlößchen (en alemán: Waldschlößchenbrücke) es un puente que cruza el río Elba a su paso por la ciudad de Dresde, en Alemania. Se construyó para aliviar la congestión que sufre el tráfico de la ciudad sajona.
El proyecto ha estado desde su inicio rodeado de una gran polémica: el valle del Elba en Dresde era Patrimonio de la Humanidad, pero la Unesco amenazó con retirarle dicho honor en caso de que finalmente se construyera el puente. Como resultado del proyecto, el valle del Elba a su paso por Dresde fue incluido por dicha organización desde 2006 en la lista de "Patrimonio de la Humanidad en peligro" (en Europa solo había en ese momento dos sitios en esta lista, siendo el otro los Monumentos Medievales de Kosovo). Finalmente, en junio de 2009, el organismo decidió definitivamente retirar el paraje de la lista.
Desde hace siglos han existido planes para construir un puente en ese emplazamiento concreto. En 1996 las autoridades locales dieron el visto bueno al proyecto. Tras casi ocho años a la espera de poder obtener un permiso de obra, se convocó un referéndum público en 2005 en el que la ciudadanía votó mayoritariamente a favor del puente. A pesar del triunfo, el Ayuntamiento se vio obligado a detener los planes debido a una queja presentada en abril de 2006 por la UNESCO. En marzo de 2007 la corte suprema del estado federado de Sajonia (Sächsisches Oberverwaltungsgericht) resolvió en favor de reanudar la construcción. Al conocer la decisión, el vicepresidente del Bundestag Wolfgang Thierse afirmó que se trataba de «un día triste para Alemania».
Un nuevo proceso judicial paralizó la obra en agosto de 2007 al dictaminarse la necesidad de garantizar que la construcción del puente no afectaría a una especie en peligro de extinción presente en la zona, el murciélago pequeño de herradura, de la que se estima que quedan apenas unos 650 ejemplares en toda Alemania. Los tribunales alemanes dieron su permiso en noviembre de 2007 para proseguir las obras.
El puente se inauguró oficialmente el 24 de agosto de 2013.